# Lakedaimon (mytologi)

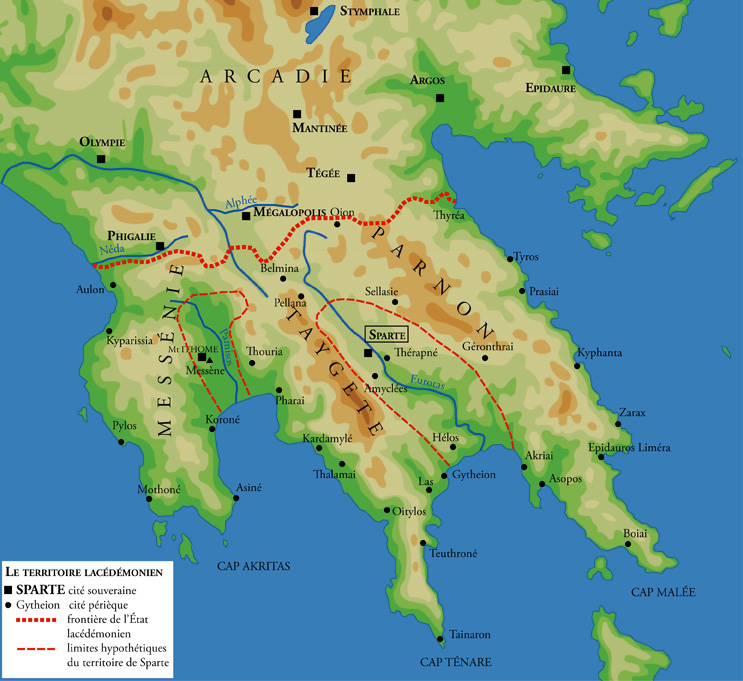
Spartas territorium

Lakedaimon var i grekisk mytologi staden Spartas grundare. Lakedaimon uppkallade staden efter sin hustru som var dotter till en kung som föregick honom.